# Критерій Скочинського
Крите́рій Скочи́нського (рос. критерий Скочинського, англ. Skochynskij’s criterion; нім. Skochynskij-Kriterium n) —
- 1) Перший критерій відображає подібність усереднених пульсаційних полів у повітряному потоці. Визначається за формулою: К’ск = l f, де l — характерний лінійний розмір, f — масштаб турбулентності.

- 2) Другий критерій відображає подібність усереднених швидкі-сних полів у повітряному потоці. К’’ск = v : vсер, де v — загальна швидкість руху в даній точці; vсер — турбулентна швидкість руху в тій же точці.

Назва критерію — на честь відомого вітчизняного вченого в галузі гірництва О.Скочинського.